# Американское крионическое общество
Американское крионическое общество (англ. American Cryonics Society, ACS), также известное как Крионическое общество Америки — освобожденная от уплаты налогов некоммерческая организация, поддерживающая исследования и обучение в области крионики и криобиологии. Располагается в Калифорнии.
Американское крионическое общество является старейшей крионической организацией. С 1972 года ACS предлагает внесённым в список членам организации программу сохранения согласно технологии крионирования после их смерти с дальнейшим хранением в жидком азоте. Эта программа предусматривает финансирование расходов по сохранению обществом, в результате чего от родственников подопечного не требуется оплата первоначальной заморозки, ежегодного технического обслуживания, обеспечения жидким азотом, а также возможной реанимации (если последняя будет возможной). Члены сообщества часто обеспечивают такое финансирование с помощью приобретения полиса страхования жизни.

## История
Американское крионическое общество впервые было зарегистрировано в 1969 г. в Сан-Франциско как Bay Area Cryonic Society (BACS). В 1985 году название было изменено на нынешнее. Регистрации организации предшествовало два года организационных встреч активистов. Среди учредителей, подписавших устав, такие известные в Bay Area врачи, как Dr. M. Coleman Harris и Dr. Grace Talbot. 1969 год — дата регистрации, делающая ACS старейшим обществом крионики в США и, возможно, старейшим обществом подобного типа в мире. Immortalist Society (IS), с которым сотрудничает Американское крионическое общество, является преемником Крионического общества в Мичигане, чьему основанию предшествует Американское крионическое общество.
С момента основания, Крионическое общество сделало большой вклад в исследования, методологию замораживания и хранения органов и организмов в морозильных камерах. Первые криоконсервации людей были проведены программой ACS в 1974 г. через Trans Time-компанию, основанную в 1972 г. активистами-сотрудниками Американского крионического общества (тогда ещё BACS). За этим последовала чреда криоконсерваций и продолжающихся исследований по методам сохранения и процедур для поддержания тканей, органов и организмов при температуре жидкого азота.
Начиная с 1974 г. ACS спонсировало исследования в создании процедур криоконсервации, включая изобретение «заменителя крови» и стремлении заменить кровь в крионированном пациенте на раствор, имеющий свойства, препятствующие повреждению клеток в процессе криоконсервации. Доктор Пол Сигалл был главным научным сотрудником и, в соответствии с технологическим докладом, что представители прессы рассматриваются как значительные, доктор Сигалл, доктор Ричард Марш и остальные появились на «Good Morning America», Шоу Фила Донахью, Шоу Салли Джессии Рафаэль и сделали много других популярных выступлений в СМИ. Немного позже, президент ACS также сделал медиа-блиц для продвижения крионических исследований. Исследователи Американского крионического общества позже собираются разработать коммерческое решение сохранения органов, частично основанное на спонсируемых ACS исследованиях.
В мае 1988 г. исследователи ACS создали газету «Интервентивная Геронтология, Клонирование и Крионика: Актуальность Продления Жизни», которая была опубликована в Биомедицинских Достижениях и отредактирована Алланом Л.Голдштейном. Включение этой газеты в публикации серьёзных академических исследований позволит определить крионику как научную дисциплину.
Одновременно с биологическими исследованиями, Американское Крионическое Общество учредило финансовую и административную политику для улучшения защиты средств (сбережений) людей, находящихся в консервации. Это включает финансирование за счет страхования жизни, скромной стоимости криоконсервации и расходы на техническое обслуживание для обеспечения соответствующего финансирования. В 1981 г. Американское Крионическое общество использовало адвоката Джима Бианчи для разработки модели доверия, и модель будет являться документами для людей, желающих криоконсервироваться. Мистер Бианчи также разработал правовую основу крионики и развил ряд соответствующих документов.
В 1992 г. Американское Крионическое Общество подписало контракты с вновь образованной CryoSpan Corporation и передали право на получение ряда пациентов учреждению в Южной Калифорнии, также с использованием услуг CryoSpan для ряда новых пациентов. В то же время оно заключило контракт с BioPreservation Inc. управляемой Майком Дарвином, чтобы выполнить возложенные обязанности и первичное криоконсервирование членов Крионического Общества Америки. Американское Крионическое Общество также покупают суспензию и технологию «первого слова» от Дарвина и других поставщиков для позволения Американскому Крионическому Обществу «заморозить» своих собственных сотрудников, в дополнение к своей занятости подрядных компаний.

## Политика
Американское Крионическое Сообщество управляется семью людьми из Управляющего Совета. Управляющие должны быть полноправными членами, и желательно умеющими производить криоконсервацию. Фонды должны управляться профессиональными фонд-менеджерами. В качестве дополнительной гарантии, организатор назначается каждому человеку в криоконсервации для пересмотра финансовых отчетов и морозильных камер.
Крионическое Американское Сообщество сотрудничает с Институтом Крионики и поддерживает исследовательскую программу данной организации. Большинство членов ACS (замороженных) находятся в криоконсервации на базе CI. Соглашение с CI призывает Американское Крионическое Общество создать надзорный орган и право перемещать субъект ACS. При этом ACS должно гарантировать, что такое перемещение является оправданным и полезным. Такой предмет затем будет переведен на другой объект. Все субъекты ACS полностью финансируются со спецификацией CI, а кроме того, средства на пользу субъектов поддерживаются Американским Крионическим Обществом. Этот план финансирования обеспечивает двойную защиту от возможной финансовой несостоятельности CI или ACS.
Американское Крионическое Общество призывает своих сотрудников и общество в целом, подписаться на Immortalist Magazine. Этот журнал, выпускаемый дважды в месяц, посвящён обсуждению деятельности в области крионики, а особенности Института Крионики, где большинство пациентов из Американского Крионического Общества находятся в долгосрочных криогенных баках.

## Сотрудничество с иностранными резидентами
Американское общество крионики приветствует членов из любой страны, однако уровень обслуживания, который может ожидать член общества в большинстве стран за пределами США и Канады, ограничен, и во многих случаях сам член, иногда работающий с другими сторонниками крионики, должен работать над тем, чтобы осуществлять необходимые мероприятия на местах. Но даже в этом случае, учитывая такую неопределенность, Американское общество крионики не может гарантировать никакой поддержки.

## Практические результаты
Движение крионики, начавшееся с публикации книги Роберта Эттингера «Перспектива бессмертия» в 1964 году, по-прежнему рассматривается большинством людей как любопытство, хотя крионика продолжает получать признание как широкой общественности, так и научного сообщества. Учитывая небольшое количество людей, которые были заморожены, а также случаи, когда пациенты были потеряны по неосторожности или несчастному случаю в прошлом, подход к управлению рисками крионики, за которым следует Американское общество крионики, оправдан. Тем не менее, существующие организации крионики, похоже, имеет стабильность, которая не всегда присутствовала в прошлом.
Есть (возможно) 1800 человек с заказанными механизмами крионики; однако многие из этих людей молоды и не скоро будут нуждаться в услугах крионирования. По состоянию на конец 2010 года было заморожено около 220 тел. Эти цифры включают членов организаций во всех странах. Почти половина из них находится на объекте Алькор, а половина — на объекте CI facility (в который входят пациенты Американского общества крионики). Несколько объектов находятся в Trans Time и KrioRus.
С 1974 года по настоящее время только одно тело пришлось перенести из камеры длительного хранения. В этом случае передача осуществлялась по просьбе семьи пациента, по-видимому, по финансовым соображениям. Затем пациент был сохранен химическими средствами. Однако из-за проблем с финансированием было несколько пациентов, «преобразованных» из всего тела в «нейро». Члены Американского общества крионики либо заранее одобряют, либо отказываются от таких соглашений в рамках своего контракта. В истории ACS не было инцидентов, связанных с хищением или потерей средств любого пациента.